# Cerkev sv. Katarine Aleksandrijske, Rova
Cerkev sv. Katarine Aleksandrijske je cerkev, ki stoji hribu v Rovah. Ta svetnica je zavetnica mladine, učenjakov, rokodelcev, voznikov in trgovcev ter priprošnjica ob raznih boleznih, za srečno zadnjo uro in drugo.
Točnega datuma, kdaj naj bi sv. Katarina »prišla« na Rova, ne vemo. Prva cerkev je omenjena že leta 1341. Vemo pa, da je leta 1511 lavantinski škof Pewerl v rovski cerkvi posvetil oltarje sv. Katarine, sv. Marije Magdalene in sv. Helene.
Sedanjo baročno cerkev so na Rovah začeli graditi leta 1741, slovesno blagoslovljena pa je bila leta 1742. Denar za gradnjo so si rovljani sposodili od raznih cerkva iz Kamniške doline in ga vračali vse do leta 1775. Na Rovah so bili stari bronasti zvonovi že od nastanka cerkve. Kasneje so bili večkrat preliti in narejeni novi. Leta 1851 so obesili dva nova zvonova, ki sta bila narejena iz dveh starih, eden pa je še ostal. Leta 1917 je avstrijska vojska z Rov odpeljala veliki zvon, nato pa še srednjega. Tako je na Rovah ostal le mali zvon. Na pobudo Jerneja Andrejka pl. Livnograjskega so leta 1921 na Jesenicah naročili nove, tokrat jeklene zvonove. Istega leta so jih rovski fantje, ob potrkavanju radomeljskih in malega rovskega zvona, pripeljali na Rova. Obesil in uglasil jih je Franc Jerman iz Ihana. Stari mali zvon pa je bil prodan v Groblje.
Od leta 2004 se po rovski župniji znova oglašajo novi bronasti zvonovi. Na predlog, podprt z velikodušnim darom Janeza Mava s Pehčanije in prispevki vernikov, so zamenjali stare jeklene zvonove.